# Polygala scoparioides
Polygala scoparioides är en jungfrulinsväxtart som beskrevs av Chod.. Polygala scoparioides ingår i släktet jungfrulinssläktet, och familjen jungfrulinsväxter. Inga underarter finns listade i Catalogue of Life.